# Orlando Cabrales Segovia
Orlando Cabrales Segovia (Bogotá, 1969) es un abogado, filósofo y experto en el sector energético en Colombia y Latinoamérica. Ha sido presidente de la Agencia Nacional de Hidrocarburos, viceministro de energía del Ministerio de Minas y Energía y hasta marzo del 2021 fue presidente de la Asociación Colombiana de Gas Natural, Naturgas, gremio que representa a las empresas productoras, transportadoras y distribuidoras de gas natural en Colombia. Actualmente es el presidente de la empresa petrolera Frontera Energy.
Por otra parte, ha escrito análisis y columnas de opinión para medios de comunicación como El Tiempo (periódico), Portafolio, La República, y El Espectador (periódico).

## Biografía
Cabrales Segovia estudió derecho en la Pontificia Universidad Javeriana y tiene una maestría en filosofía del Boston College. Es hijo del exministro de desarrollo económico y expresidente de la Refinería de Cartagena, Orlando Cabrales Martínez, y sobrino del también exministro, Rodolfo Segovia Salas.
En el año 1993 se casó con María Angélica Samper Ospina, quien es hija del escritor y periodista Daniel Samper Pizano, hermana del también escritor y periodista Daniel Samper Ospina y sobrina del expresidente de Colombia, Ernesto Samper.

## Trayectoria profesional
Inició su carrera profesional como asistente de dirección en Ecopetrol y posteriormente realizó la mayor parte de su carrera en la petrolera British Petroleum (BP), donde hizo toda la carrera desde analista político hasta director jurídico en Colombia y luego vicepresidente jurídico para toda América Latina. Después de trabajar en el sector privado por muchos años, el exministro Carlos Rodado lo nombró presidente de la Agencia Nacional de Hidrocarburos. Tiempo después fue viceministro de Energía del Ministerio de Minas y Energía (Colombia) donde gestionó temas de acceso a energía eléctrica, gas; producción de petróleo, energías renovables, entre otros.
También ha sido miembro de las juntas directivas de distintas compañías de Colombia como Conconcreto, Malterias de Colombia, Aluminio Reynolds, Astilleros Vikingos, BP Gas Colombia, Central Oilpipeline, El Tiempo y la Corporación Excelencia en la Justicia.